# Почётные граждане Полоцка
Почётный гражданин города Полоцка — звание за выдающийся вклад в развитие и процветание города Полоцка.

## История

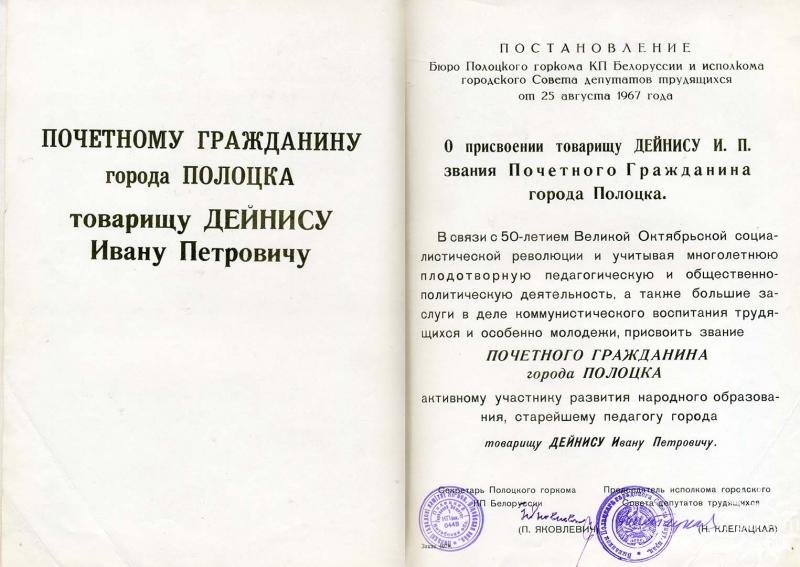
Почётному гражданину Полоцка товарищу Дейнису

В 1967 году, когда в стране отмечалось 50-летие Советской власти, в Полоцке было утверждено Положение о присвоении звания «Почётный гражданин города Полоцка» «за многолетнюю плодотворную деятельность в различных организациях города, как а также за заслуги в области коммунистического воспитания». Среди награждённых 9 человек, участники Гражданской и Великой Отечественной войнВ последующие годы звание присваивалось несколько раз: в 1970, 1979 и 1987 годах.
После образования Республики Беларусь, в 1995 году, только один полочанин в том же был удостоен этого высокого звания.
В начале XXI века руководство города пересмотрело и обновило «Положение о присвоении звания», и с 2003 по 2016 год его получили 12 человек. На сегодняшний день звание почётного гражданина города Полоцка присвоено 36 людям различных сфер деятельности, среди которых руководители предприятий и организаций, рабочие, военнослужащие, учителя, писатели, музыканты, священники и другие..

## Список

### 1967—1979 гг.
- П.Р. Попович
- А.Г. Николаев
- Н. Ш. Симановский
- А. А. Добровольский
- В. С. Свирко[3]
- Я. М. Лихачёв
- В. С. Барейка
- Г. С. Петров
- С. П. Портнов
- И.М.Чистяков
- В.А.Пьянковский
- И. П. Дейнис
- З.М.Туснолобова-Марченко
- А.П.Глебов
- П.Г.Яковлевич
- Н. А. Кляпацкая
- С.А. Пашкевич
- А. Ф. Козлов

### 1987 г.
- П. К. Пацей
- А. М. Лебедева
- А. А. Савицкий
- Л. И. Григорьева
- О. П. Кундалевич

### 1995 г.
- Н. М. Петренко

### 2003—2016 гг.
- Н. С. Сладкий
- Н. И Счастливый
- К. М. Погорелая
- Н. Я. Гальперович
- Э. М. Бабенко
- Патриарх Экзарх всея Беларуси Филарет
- архиепископ Полоцкий и Глубоковский Феодосий
- игуменья Евдокия
- В. С. Тачила
- Я. А. Борисов
- П. И. Тимошенко
- П. М. Клеймёнов

### 2017
- Андрей Владимирович Праневич
- Семён Ефимович Сущин

### 2019
- Сергей Владимирович Анискевич[4]